# 148 TCN
Năm 148 TCN là một năm trong lịch Julius. 